# Annika Hocke
Annika Hocke (* 16. Juli 2000 in Berlin) ist eine deutsche Eiskunstläuferin, die im Paarlauf startet. Mit ihrem Partner Robert Kunkel ist sie die Deutsche Meisterin des Jahres 2023. Mit ihrem früheren Partner Ruben Blommaert vertrat sie Deutschland bei den Olympischen Winterspielen 2018.

## Werdegang
Hocke begann 2005 mit dem Eiskunstlaufen. Sie startete zunächst als Einzelläuferin. Sie nahm an den Olympischen Jugend-Winterspielen 2016 teil und wurde Dritte bei den Deutschen Meisterschaften 2017. Zur Saison 2017/18 wechselte sie endgültig zum Paarlaufen, nachdem sie zuvor schon mit Jurij Gnilozubov erste Paarlauferfahrung gesammelt hatte.

### Saison 2017/18, 2018/19 – mit Ruben Blommaert
Seit Anfang 2017 trainierte Hocke mit dem Senior-Läufer Ruben Blommaert (* 1992) abwechselnd in Berlin bei Knut Schubert und in Oberstdorf bei Alexander König. Sie gewannen eine Silber- und eine Bronzemedaille bei den Deutschen Meisterschaften. Als zweites Paar neben Aljona Savchenko und Bruno Massot vertraten sie Deutschland bei den Olympischen Winterspielen 2018 in Pyeongchang. 2019 trennten sich Hocke/Blommaert nach und einer längeren Verletzungs- und Krankheitsphase.

### Saison 2019/20 – mit Robert Kunkel
2019 begann Hocke, mit dem ein Jahr älteren Robert Kunkel zu trainieren, der zu diesem Zeitpunkt noch bei den Junioren antrat. Sie trainierten zunächst am Paarlauf-Leistungszentrum in Berlin unter dem Trainerteam Alexander König, Romy Österreich, Rico Rex und Dmitri Sawin.
Eine Woche nach ihrem Wettkampfdebüt zogen Hocke/Kunkel als erstes deutsches Paar in ein Junior-Grand-Prix-Finale ein. Bei der Juniorenweltmeisterschaft gewannen Hocke/Kunkel die kleine Bronzemedaille für die Kür und wurden Vierte im Gesamtklassement. Bei ihrem EM-Debüt wurden sie Siebte und wären für die Weltmeisterschaften 2020 qualifiziert und nominiert gewesen, welche dann aber wegen der COVID-19-Pandemie abgesagt wurde.
In der folgenden Saison gewannen Hocke/Kunkel die Silbermedaille bei der Nebelhorn Trophy und erhielten einen Startplatz bei den Weltmeisterschaften 2021, wo sie den 13. Platz belegten.
In der Saison 2021/22 erhielten Hocke/Kunkel ihre erste Einladung in die Grand-Prix-Serie, mussten ihre Teilnahme jedoch aus gesundheitlichen Gründen absagen. Sie wurden 13. bei den Europameisterschaften.
In der Saison 2022/23 stiegen Hocke und Kunkel zum erfolgreichsten deutschen Paar auf. Im Verlauf des Sommers waren sie zum Training nach Bergamo in Italien gezogen. Der Trainingsstützpunkt in Berlin habe ihnen nach ihrer Einschätzung nicht mehr die benötigte Unterstützung bieten können. Sie trainieren seitdem in Bergamo bei Ondřej Hotárek und Franca Bianconi. Ihre Choreografien entwickelt das ehemalige italienische Eistanzpaar Anna Cappellini und Luca Lanotte.
Die Saison begann für Hocke/Kunkel mit zwei Medaillen in der Challenger-Serie: Gold bei der Finlandia Trophy und Gold bei der Nebelhorn Trophy. An der Grand-Prix-Serie 2022/23 konnten sie zum ersten Mal teilnehmen und gewannen eine Bronzemedaille beim Grand Prix de France. Ihre zweite Grand-Prix-Einladung mussten sie aufgrund einer COVID-19-Infektion Hockes absagen und hatten so keine Chance, sich für das Finale zu qualifizieren.
Sie gewannen die Deutsche Meisterschaft und waren auch international das bestplatzierte deutsche Paar: Sie wurden Dritte bei den Europameisterschaften 2023 und Neunte bei den Weltmeisterschaften 2023, jeweils einen Platz vor Alisa Efimova und Ruben Blommaert.
Zur Grand-Prix-Serie 2023/24 erhielten Hocke/Kunkel erneut zwei Einladungen. Bei Skate America gewannen sie die Goldmedaille. Kombiniert mit ihrem 4. Platz beim Cup of China waren sie zum ersten Mal für das Grand-Prix-Finale qualifiziert. Sie mussten jedoch ihre Teilnahme aufgrund einer Verletzung absagen.
Auch an den Deutschen Meisterschaften 2024 konnten sie nicht teilnehmen. Sie wurden trotzdem für die Europameisterschaften 2024 aufgestellt. Dort belegten sie den siebten Platz. Bei den  Europameisterschaften 2025 in Tallinn wurden sie achte, bei den Weltmeisterschaften 2025 in Boston belegten sie Platz 18.

## Auszeichnungen
- 2018 – 4. Rang Piotr Nurowski Preis[9]

## Erfolge/Ergebnisse

### Paarlauf
mit Robert Kunkel

| Wettbewerb                                                                                      | 2019/20 | 2020/21 | 2021/22 | 2022/23 | 2023/24 |
| ----------------------------------------------------------------------------------------------- | ------- | ------- | ------- | ------- | ------- |
| Weltmeisterschaften                                                                             |         | 13.     |         | 9.      |         |
| Europameisterschaften                                                                           | 7.      |         | 13.     | 3.      | 7.      |
| Deutsche Meisterschaft                                                                          | 2.      |         |         | 1.      | Z       |
| GP Grand Prix de France                                                                         |         |         |         | 3.      |         |
| GP Skate America                                                                                |         |         |         |         | 1.      |
| GP Cup of China                                                                                 |         |         |         |         | 4.      |
| JGP Finale                                                                                      | 6.J     |         |         |         |         |
| JGP Croatia Cup Zagreb                                                                          | 3.J     |         |         |         |         |
| JGP Baltic Cup Gdansk                                                                           | 3.J     |         |         |         |         |
| CS Nebelhorn Trophy                                                                             |         | 2.      | 4.      | 3.      |         |
| CS Finlandia Trophy                                                                             |         |         | 11.     | 1.      |         |
| GP = Grand Prix, JGP = Junioren Grand Prix, CS = Challenger Series; Z = Teilnahme zurückgezogen |         |         |         |         |         |

mit Ruben Blommaert
| Wettbewerb              | 2017/18 | 2018/19 |
| ----------------------- | ------- | ------- |
| Olympische Winterspiele | 16.     |         |
| Weltmeisterschaften     | 13.     | 14.     |
| Europameisterschaften   | 8.      |         |
| Deutsche Meisterschaft  | 3.      | 2.      |
| Skate America           |         | 7.      |
| Nebelhorn Trophy        | 5.      |         |
| Coupe de Nice           | 2.      |         |
| Minsk Arena Ice Star    | 2.      |         |
| Warsaw Cup              | 4.      |         |
| Bavarian Open           |         | 2.      |

### Einzellauf
| Wettbewerbe                    | 2014/15 | 2015/16 | 2016/17 |
| ------------------------------ | ------- | ------- | ------- |
| Deutsche Meisterschaft         | 8.J     | 2.J     | 3.      |
| Youth Olympic Games            |         |         | 11.     |
| JGP Cup of Mordovia            |         |         | 7.      |
| JGP Pokal der Blauen Schwerter |         |         | 13.     |